# NHK Radio 1
NHK Radio 1 (NHKラジオ第1放送, Enueichikei Rajio Dai-ichi Hōsō) é a estação de rádio mais antiga do Japão. É operada pela emissora pública NHK. Sua programação, que consiste em notícias, informações locais e programas de variedades, é muito semelhante à da BBC. A NHK Radio 1 é transmitida no Japão principalmente em AM. Foi inaugurada em 22 de março de 1925. Durante a Segunda Guerra Mundial, transmitiu principalmente notícias oficiais sobre o conflito.

## Frequências
| Cidade  | Prefeitura | Frequência |
| ------- | ---------- | ---------- |
| Tóquio  | Tóquio     | AM 594 kHz |
| Osaka   | Osaka      | AM 666 kHz |
| Fukuoka | Fukuoka    | AM 612 kHz |
| Nagoya  | Aichi      | AM 729 kHz |
| Sapporo | Hokkaido   | AM 567 kHz |